# Mi mujer favorita
Mi mujer favorita (My Favorite Wife) es una comedia cinematográfica estadounidense de 1940 dirigida por Garson Kanin y protagonizada por Irene Dunne y Cary Grant. 
Cuenta la historia de una mujer que vuelve a casa con su marido y sus hijos después de haber estado en una isla desierta durante siete años. Se trata de una adaptación del poema de 1864 Enoch Arden, de Alfred Tennyson.

## Argumento
Ellen Wagstaff Arden (Irene Dunne) vuelve con su amado esposo Nick (Cary Grant), solo que éste la había declarado legalmente muerta después de estar desaparecida durante siete años. En ese tiempo, Nick se ha casado con Bianca (Gail Patrick). Ellen intenta convencer a Nick antes de que él se embarque en su viaje de luna de miel. Pero las cosas se complican aún más cuando Nick descubre que Ellen ha estado, durante esos siete años que permaneció desaparecida, en una isla desierta con el masculino Stephen Burkett (Randolph Scott).

## Reparto
- Irene Dunne: Ellen Wagstaff Arden.
- Cary Grant: Nick Arden.
- Randolph Scott: Stephen Burkett.
- Gail Patrick: Bianca Bates.
- Ann Shoemaker: Ma.
- Scotty Beckett: Tim.
- Mary Lou Harrington: Chinch.
- Donald MacBride: Conserje del hotel.
- Hugh O'Connell: Johnson.
- Granville Bates: Juez.
- Pedro de Córdoba: Dr. Kohlmar

## Premios

### Oscar 1940
| Categoría                            | Persona                                  | Resultado  |
| ------------------------------------ | ---------------------------------------- | ---------- |
| Óscar al mejor argumento             | Leo McCarey Samuel Spewack Bella Spewack | Candidatos |
| Óscar a la mejor dirección artística | Van Nest Polglase Mark-Lee Kirk          | Candidatos |
| Óscar a la mejor música              | Roy Webb                                 |            |

## Remake
20th Century Fox intentó hacer un remake en 1962 con Marilyn Monroe, Dean Martin y Cyd Charisse bajo el título de Something's Got to Give, que iba a ser dirigida por George Cukor. Hubo problemas desde el principio, casi todos ellos producidos por la impuntualidad de Monroe. Después de la muerte de Monroe en agosto de 1962, Doris Day y James Garner fueron los escogidos y la nueva versión fue realizada por la Fox con el nombre de Move Over, Darling (1963).